# Olean (New York)
Olean je město v okrese Cattaraugus County ve státě New York ve Spojených státech amerických. Je největším městem v Cattaraugus County, přičemž slouží jako kulturní, ekonomické i politické centrum oblasti. Leží nedaleko hranice státu New York s Pensylvánií.
V roce 2010 zde žilo 14 452 obyvatel. S celkovou rozlohou 16 km² byla hustota zalidnění 900 obyvatel na km².